# Acordul de la München

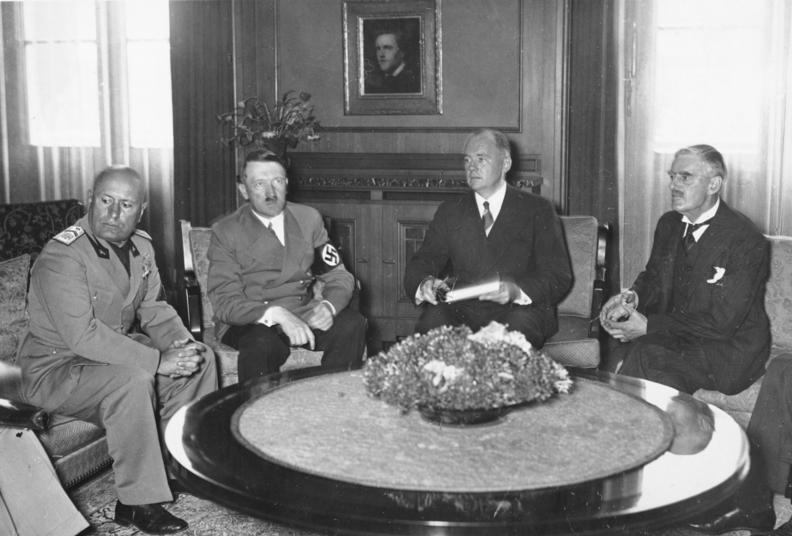
Negocierea Acordului de la München în clădirea „Führerbau” din München, 29 septembrie 1938. De la stânga la dreapta: Mussolini, Hitler, translatorul Paul Otto G. Schmidt, Chamberlain.

Acordul de la München a fost o înțelegere care a permis Germaniei Naziste să anexeze Regiunea Sudetă (Sudetenland) care aparținea Cehoslovaciei. Regiunea Sudetă era situată în zona de graniță a Cehoslovaciei și era locuită în principal de etnici germani. Acordul a fost negociat la o conferință care a avut loc în München, Germania, de puterile mari ale Europei, fără ca reprezentanții Cehoslovaciei să participe. În prezent, acordul este apreciat ca fiind o încercare eșuată de conciliere cu Germania Nazistă. Acordul a fost semnat în primele ore ale dimineții de 30 septembrie 1938, dar a fost datat pe 29 septembrie. Scopul conferinței a fost acela de a discuta viitorul regiunii față de pretențiile teritoriale manifestate de Adolf Hitler. Acordul a fost semnat de Germania Nazistă, de Franța, Marea Britanie și Regatul Italiei. Sudetenland avea o importanță strategică imensă pentru Cehoslovacia, deoarece acolo era situată majoritatea defensivei de apărare a graniței, ca și foarte multe dintre băncile sale. De aceea, când Marea Britanie și Franța au dat Sudetenland Germaniei, au autorizat implicit ca Germania să ocupe întreaga Cehoslovacie.
Întrucât Cehoslovacia nu a fost invitată la conferință, cehii și slovacii numesc uneori Acordul de la München, Dictatul de la München. Termenul Trădarea de la München este de asemenea folosit pentru că alianța militară pe care Cehoslovacia o avea cu Franța nu a fost respectată. În prezent, actul este numit Acordul de la München (Mnichovská dohoda).

## Fundal istoric

### Cererile privind autonomia Regiunii Sudeților

Regiunile de dinainte de 1945 cu majoritate etnică germană (cu negru) în cadrul teritoriului actualului stat Cehia.

Din 1918 până în 1938, după destrămarea Imperiului Austro-Ungar, mai mult de 3 milioane de persoane de origine germană trăiau în partea cehă a noului stat Cehoslovacia.
Liderul pro-nazist al Regiunii Sudete, Konrad Henlein, i-a oferit lui Hitler Partidul German al Sudeților ca agent al campaniei acestuia. Henlein s-a întâlnit cu Hitler la Berlin pe 28 martie 1938, unde a fost instruit să formuleze cereri inacceptabile pentru guvernul cehoslovac condus de președintele Edvard Beneš. Pe 24 aprilie, Partidul German al Sudeților a emis Decretul de la Carlsbad, solicitând autonomia Regiunii Sudete și libertatea de a exprima ideologia nazistă. Dacă solicitările lui Henlein ar fi fost acceptate, atunci Regiunea Sudetă putea să se alăture singură Germaniei Naziste.

### Presiunea asupra guvernului cehoslovac

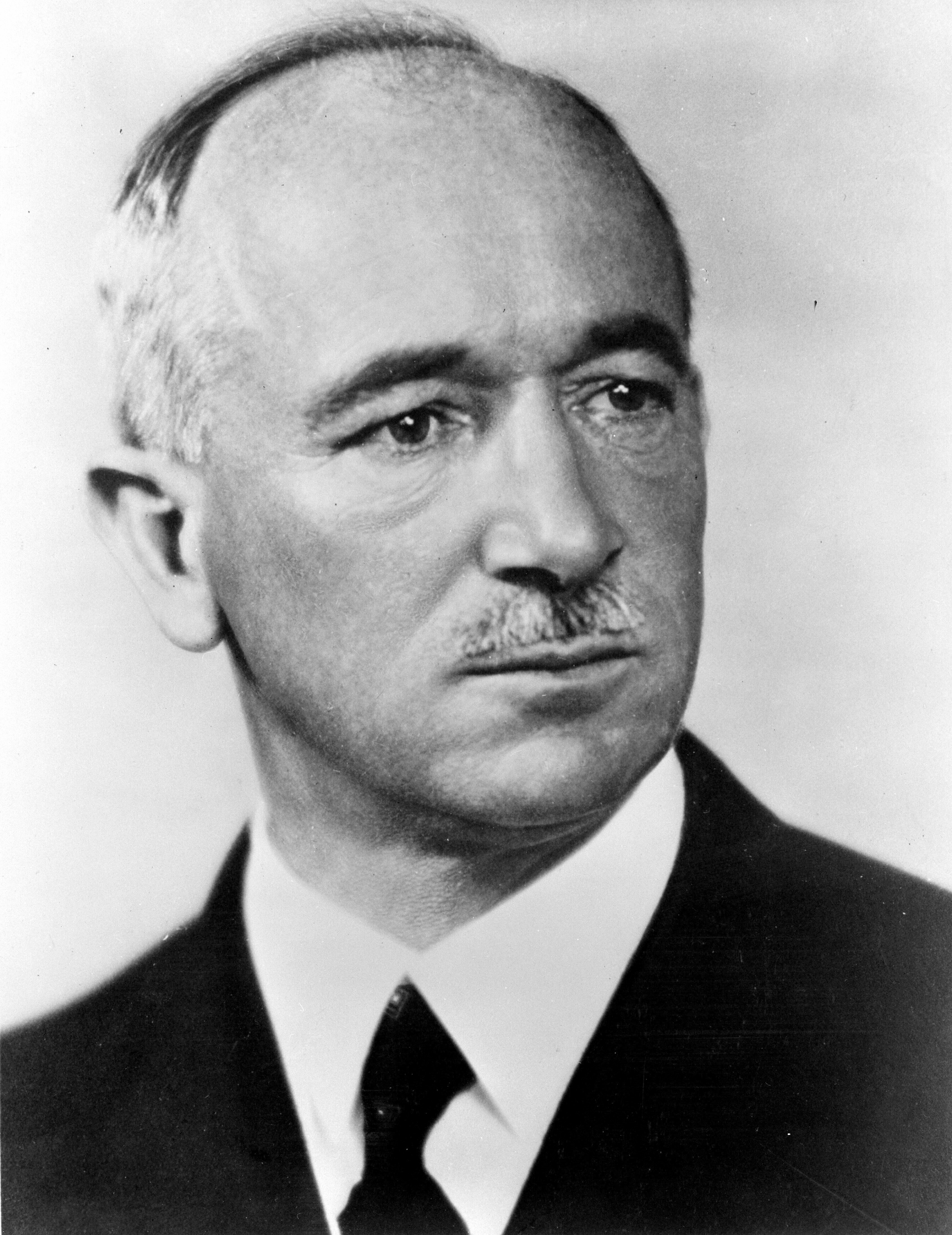
Edvard Beneš, al doilea Președinte al Cehoslovaciei și liderul Guvernului Cehoslovac în exil.

După ce lui Hitler i s-a făcut prima concesie, guvernele francez și britanic s-au străduit să evite războiul cu orice preț. Guvernul francez nu a dorit să înfrunte Germania Nazistă de unul singur și a urmat guvernul britanic și pe premierul acestuia, Neville Chamberlain. Chamberlain a crezut că nemulțumirile germanilor din Regiunea Sudetă erau justificate și că intențiile lui Hitler erau limitate. Marea Britanie și Franța au recomandat așadar Cehoslovaciei să accepte cererile naziștilor. Beneš a rezistat și, pe 2 mai, o mobilizare parțială era în curs de desfășurare ca răspuns la posibila invazie germană. Zece zile mai târziu, Hitler a semnat o directivă secretă pentru un război împotriva Cehoslovaciei care urma să înceapă nu mai târziu de 1 octombrie.
În același timp, guvernul britanic a pretins ca Beneš să ceară un mediator. Pentru că nu voia ca relațiile guvernului său cu Europa de Vest să fie afectate, Beneš a acceptat. Britanicii l-au numit pe Lord Runciman pe care l-au instruit să îl convingă pe Beneš să fie de acord cu un plan acceptabil pentru germanii sudeți. Pe 2 septembrie, Beneš a trimis Al patrulea plan, aprobând aproape toate cererile din Acordul de la Munchen. Cu scopul de a împiedica ajungerea la un acord, pe 7 septembrie, Partidul German al Sudeților a organizat demonstrații care au provocat intervenția forțelor de poliție în Ostrava. Partidul German al Sudeților a întrerupt negocierile pe 13 septembrie după care au urmat violențele și perturbările. În timp ce armata cehoslovacă încerca să restaureze ordinea, Henlein a plecat în Germania și pe 15 septembrie a emis o proclamație solicitând anexarea Regiunii Sudete de către Germania.
În aceeași zi, Hitler s-a întâlnit cu Chamberlain și a cerut preluarea rapidă a Regiunii Sudete de al Treilea Reich sub amenințarea războiului. Cehii, așa cum a pretins Hitler, îi masacrau pe germani. Chamberlain a prezentat cererea guvernelor britanic și francez; ambele au acceptat. Guvernul cehoslovac a rezistat, argumentând că propunerea lui Hitler va ruina economia națională și va duce la punerea întregii Cehoslovacii sub controlul Germaniei. Marea Britanie și Franța au emis un ultimatum, oferind o garanție din partea Franței condiționată de acordul Cehoslovaciei. Pe 21 septembrie, Cehoslovacia a capitulat. Oricum, în ziua următoare, Hitler a formulat cereri noi, insistând ca solicitările etnicilor germani din Polonia și Ungaria să fie satisfăcute.
Capitularea Cehoslovaciei a precipitat o izbucnire de indignare națională. În marșuri și demonstrații, cehii și slovacii au cerut un guvern militar puternic care să apere integritatea statului. Un nou guvern, condus de generalul Jan Syrový, a fost numit pe 23 septembrie și a fost emis un decret de mobilizare generală. Armata Cehoslovacă, modernă și posedând un excelent sistem de fortificații la frontieră, era pregătită de luptă. Uniunea Sovietică a anunțat că dorește să intervină în favoarea Cehoslovaciei. Totuși, Beneš a refuzat să intre în război fără sprijinul puterilor vestice.
Pe 28 septembrie, Chamberlain l-a invitat pe Hitler la o conferință. În ziua următoare Hitler s-a întâlnit la München cu șefii guvernelor din Franța, Italia și Marea Britanie. Guvernul cehoslovac nu a fost nici invitat, nici consultat.

## Soluționarea problemei

Succesiunea evenimentelor care au urmat Acordului de la München:
1. Germania ocupă Regiunea Sudetă (octombrie 1938).
2. Polonia anexează regiunea Zaolzie, o zonă cu majoritatea populației de origine poloneză ocupată de armata cehă în perioada 1918-1920 (octombrie 1938).
3. Ungaria ocupă regiunile de graniță (treimea sudică a Slovaciei) și sudul Regiunea Transcarpatia cu populație majoritară maghiară, conform Primului arbitraj de la Viena (noiembrie 1938).
4. În martie 1939, Ungaria anexează Regiunea Transcarpatia, cu populație minoritară maghiară (care a devenit autonomă din octombrie 1938).
5. Teritoriul ceh rămas devine satelitul german numit Protectoratul Boemiei și Moraviei.
6. Ce a mai rămas din Cehoslovacia devine Republica Slovacă, un alt satelit german.

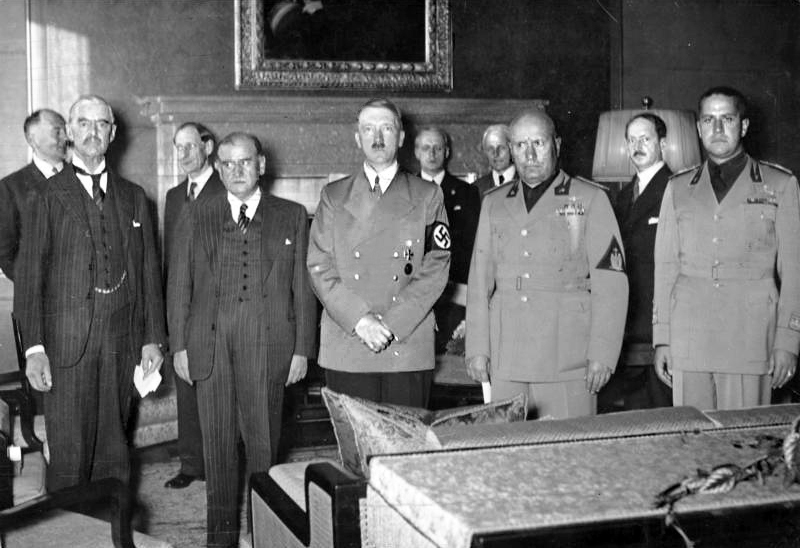
De la stânga la dreapta: Chamberlain, Daladier, Hitler, Mussolini și Ciano fotografiați înainte de a semna Acordul de la München, care a dat Regiunea Sudetă Germaniei.

S-a ajuns la un acord pe 29 septembrie, iar pe 30 septembrie 1938, la ora unu și jumătate noaptea, Adolf Hitler, Neville Chamberlain, Benito Mussolini și Édouard Daladier au semnat Acordul de la München. Acordul a fost anunțat oficial de Mussolini, deși, de fapt, planul așa numit italian fusese pregătit de ministerul de externe german. Era aproape identic cu propunerea făcută la Godesberg: armata germană urma să ocupe în întregime Regiunea Sudetă până la 10 octombrie și o comisie internațională urma să decidă viitorul zonelor care constituiau obiectul disputei.
Cehoslovacia a fost informată de Franța și de Marea Britanie că ar putea să se opună Germaniei de una singură sau să accepte anexarea regiunii. Guvernul cehoslovac, înțelegând că o luptă solitară cu naziștii era fără speranță, a capitulat (pe 30 septembrie) și a fost de acord să se supună acordului. Aranjamentul a dat Germaniei Regiunea Sudetă începând cu 10 octombrie și controlul „de facto” asupra restului Cehoslovaciei cât timp Hitler a promis să nu meargă mai departe. Pe 30 septembrie, după ce s-a odihnit, Chamberlain a mers la Hitler și i-a cerut să semneze un tratat de pace între Regatul Unit și Germania. După ce interpretul lui Hitler i-a tradus solicitarea, acesta a fost, în mod fericit, de acord.

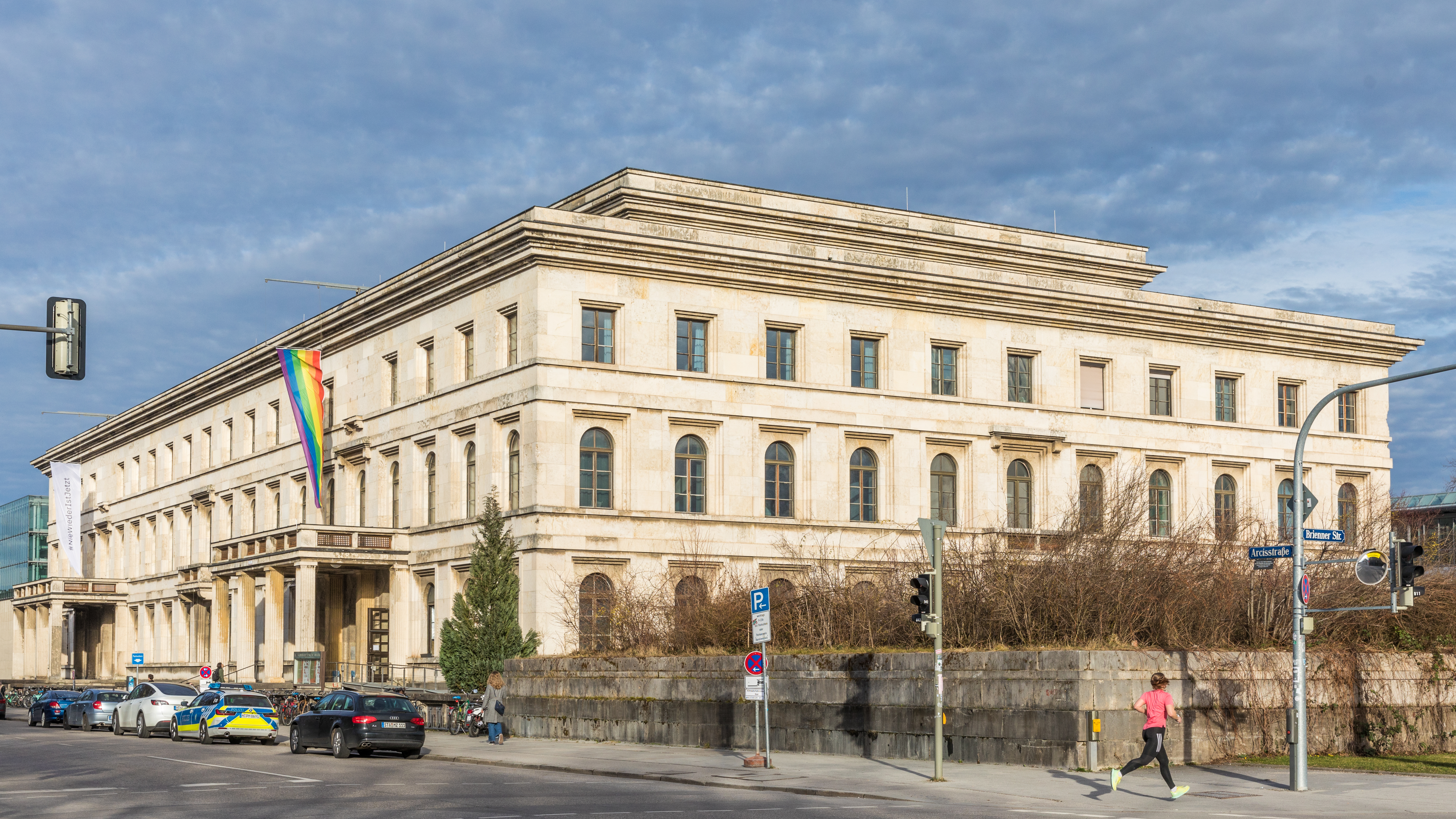
Führerbau, clădirea în care a fost semnat acordul, este astăzi o școală, Hochschule für Musik und Theater München

Pe 30 septembrie, la întoarcerea sa la Londra, Chamberlain a ținut în fața mulțimii încântate celebrul său discurs "Peace for our time" (pace pentru timpul nostru).

## Reacții
Deși britanicii și francezii erau mulțumiți, ca și conducătorii militari naziști și liderii diplomației germane, Hitler a fost furios. A simțit că a fost forțat de diplomații și de generalii săi să acționeze ca un politician burghez. A exclamat nervos curând după întâlnirea cu Chamberlain: „Domnilor, aceasta a fost prima mea conferință internațională și pot să vă asigur că va fi și ultima”. Atitudinea lui Hitler față de Chamberlain era acum de dispreț total. Un diplomat britanic din Berlin a fost informat de surse de încredere că Hitler îl considera pe Chamberlain ca pe un „băgăcios impertinent care vorbea un jargon ridicol dintr-o democrație demodată. Umbrela, care pentru neamțul de rând era simbolul păcii, a fost pentru Hitler numai un motiv de batjocură”
De asemenea, Hitler a fost auzit spunând: „Dacă vreodată acel bătrân nebun se mai amestecă aici cu umbrela lui, am să-l împing pe scări și am să sar pe burta lui în fața fotografilor”. Într-unul din discursurile publice de după conferința de la München, Hitler a declarat: „Slavă Domnului că nu avem politicieni cu umbrele în această țară”.
Stalin a fost și el supărat din cauza rezultatelor conferinței de la München. Sovietele, care aveau un tratat de ajutor militar reciproc cu Cehoslovacia, s-au simțit trădate de Franța, care avea, de asemenea, un tratat de asistență militară încheiat cu Cehoslovacia. Britanicii și francezii, totuși, au folosit Sovietele mai mult ca amenințare împotriva Germaniei. Stalin a ajuns la concluzia că vestul a complotat cu Hitler să cedeze o țară central europeană naziștilor, pentru a induce temerea că, în viitor, se va întâmpla același lucru cu Uniunea Sovietică, prin permisiunea ca USSR să fie împărțită între puterile vestice și Axa fascistă. Această convingere a dus la reorientarea politicii externe a Uniunii Sovietice către Germania, care în cele din urmă a avut drept consecință semnarea Pactului Ribbentrop-Molotov în 1939.
Cehoslovacii au fost foarte dezamăgiți de Acordul de la München. Regiunea Sudetă ocupată de Germania, Ceho-Slovacia (așa cum a fost redenumit statul) a pierdut frontiera ușor de apărat cu Germania și fortificațiile acesteia. Fără acestea, independența a devenit mai mult nominală decât reală. De fapt, Edvard Beneš, președintele Cehoslovaciei, a cerut armatei să imprime ordinele de marș și presei să aștepte o declarație de război. 
Cehoslovacia a pierdut 70% din rezervele de fier și oțel, 70% din puterea electrică, 3,5 milioane de locuitori și faimoasele uzine Škoda în favoarea Germaniei ca rezultat al aplicării acordului.
Sudeții au sărbătorit ceea ce ei au văzut ca fiind eliberarea. Războiul părea că fusese evitat.
În Germania, decizia a făcut ca o potențială revoltă a ofițerilor superiori împotriva lui Hitler să treacă pe locul doi. Hotărârea lui Hitler de a continua realizarea planului său de a invada Cehoslovacia în 1938 a provocat o criză majoră în structura de comandă a armatei germane. Șeful Statului Major, generalul Ludwig Beck, a protestat într-o serie lungă de note împotriva începerii unui război pe care Germania îl va pierde și i-a cerut lui Hitler să amâne războiul plănuit. Hitler a caracterizat argumentele lui Beck împotriva războiului ca „kindische Kräfteberechnugen” („calcule copilărești”). 
Pe 4 august 1938 a avut loc o întâlnire militară secretă. Beck a citit un raport lung în fața ofițerilor adunați. toți au fost de acord că trebuie făcut ceva pentru a împiedica producerea unui dezastru. Beck a sperat că vor demisiona cu toții, dar nimeni nu și-a dat demisia, cu excepția lui Beck. 
Totuși, înlocuitorul său, generalul Franz Halder, era un simpatizant al lui Beck și, împreună, au conspirat cu câțiva generali din vârful ierarhiei, amiralul Wilhelm Canaris (șeful serviciului de informații german) și Graf von Helldorf (șeful poliției din Berlin) să îl aresteze pe Hitler în momentul în care acesta va fi dat ordinul de invazie.
Totuși, planul nu ar fi putut fi realizat decât dacă Marea Britanie și Franța ar fi anunțat că vor lupta pentru a păstra Cehoslovacia. Aceasta ar fi ajutat la formarea convingerii populației germane că Germania trebuia să înfrunte o apărare. Au fost trimiși agenți în Marea Britanie să îi spună lui Chamberlain despre atacul programat asupra Cehoslovaciei și despre intențiile de a-l îndepărta pe Hitler de la putere dacă aceasta se întâmplă. Britanicii nu au luat mesajul în serios. În septembrie, Chamberalin și Daladier au decis să nu amenințe cu un război pentru Cehoslovacia și astfel planul de îndepărtare a lui Hitler nu putea fi justificat. Așadar, Acordul de la München l-a ajutat pe Hitler să-și păstreze puterea.

### Opinii despre acord
Deși inițial reacția britanică a fost pozitivă, în parlament, mulți au calificat evenimentul ca „un gest de om de stat”, iar, pe măsură ce populația se aștepta la un război, reacția a devenit ostilă. În ciuda patronajului familiei regale - Chamberlain a fost felicitat ca erou de familia regală și a fost invitat în balconul de la Palatul Buckingham înainte să prezinte acordul Parlamentului - opoziția a fost prezentă din start; Clement Attlee și Partidul Laburist, aliat cu facțiunea reacționară din Partidul Conservator, s-au opus acordului.
În anii care au urmat, Chamberlain a fost criticat pentru rolul jucat în încheierea Acordului de la München - poate cea mai cunoscută critică e aceea din cartea apărută în anul 1949, Guilty Men. O rară luare de poziție în favoarea acordului a venit în timpul războiului, în anul 1944, din partea lui Viscount Maugham, care era  la acel moment Lord Cancelar. Maugham a văzut decizia de a înființa statul Cehoslovac prin includerea unor populații numeroase de origine germană și maghiară ca fiind un „experiment periculos” în lumina disputelor anterioare și a descris Acordul de la München ca fiind în mare măsură o nevoie a Franței care trebuia să se elibereze de obligațiile asumate prin tratate din cauza faptului că era nepregătită pentru război.
Daladier a crezut că a înțeles scopurile lui Hitler și că acestea erau amenințătoare. El le-a spus britanicilor în cadrul unei întâlniri care a avut loc la sfârșitul lunii aprilie 1938 că scopul real al lui Hitler este să-și asigure până la urmă „o dominație asupra continentului în comparație cu care ambițiile lui Napoleon erau debile”. 
A continuat spunând că „astăzi este rândul Cehoslovaciei. Mâine va fi rândul Poloniei și României. Când Germania va obține petrolul și grâul de care are nevoie, se va întoarce împotriva vestului. 
Cu siguranță trebuie să intensificăm eforturile pentru a evita războiul. Dar acest țel nu va fi atins dacă Marea Britanie și Franța nu vor rămâne unite, intervenind la Praga pentru noi concesii, dar declarând în același timp că vor garanta independența Cehoslovaciei. Dacă, din contră, puterile vestice vor capitula din nou, nu vor face decât să precipite războiul pe care vor să-l evite.” Probabil descurajat de argumentele civililor și militarilor din guvernul francez referitoare la armata nepregătită și la situația financiară precară, ca și la trauma suferită de Franța în Primul Război Mondial, la care el a fost martor, Daladier nu a mai insistat pe lângă Chamberalin. La întoarcerea în Franța, Daladier, care credea că va fi întâmpinat cu ostilitate, a fost aclamat. I-a spus atunci asistentului său „Ah, les cons!” (Ah, nebuni!)
În 1960, William Shirer, în lucrarea devenită clasică, “Ascensiunea și căderea celui de-al Treilea Reich”, a considerat că, deși Hitler nu a blufat cu privire la intenția sa de a invada Cehoslovacia, aceasta ar fi fost în stare să opună o rezistență semnificativă. El a opinat că Marea Britanie și Franța aveau suficiente resurse în ceea ce privește apărarea antiaeriană pentru a evita bombardamente grave asupra Londrei și asupra Parisului și ar fi putut să ducă un război rapid și victorios împotriva Germaniei.  William Shirer îl citează pe Churchill când spune că Acordul de la München a însemnat că “Marea Britanie și Franța erau într-o poziție mult mai rea în comparație cu Germania lui Hitler.”

## Consecințele Acordului de la München
Pe 5 octombrie, Beneš și-a dat demisia din funcția de președinte al Cehoslovaciei, înțelegând că destrămarea Cehoslovaciei a fost un „fapt împlinit”. După izbucnirea celui De-al Doilea Război Mondial, a format un guvern cehoslovac în exil la Londra.

### Primul arbitraj de la Viena
La începutul lunii noiembrie 1938, ca urmare a Primului arbitraj de la Viena, rezultat din aplicarea Acordului de la München, Cehoslovacia (și mai târziu Slovacia), după ce nu a reușit să negocieze o soluție de compromis cu Ungaria și cu Polonia, a fost forțată de Germania și de Italia să cedeze sudul Slovaciei (o treime din teritoriul slovac) Ungariei, în timp ce Polonia a câștigat alte părți mici din teritoriu curând după aceea.

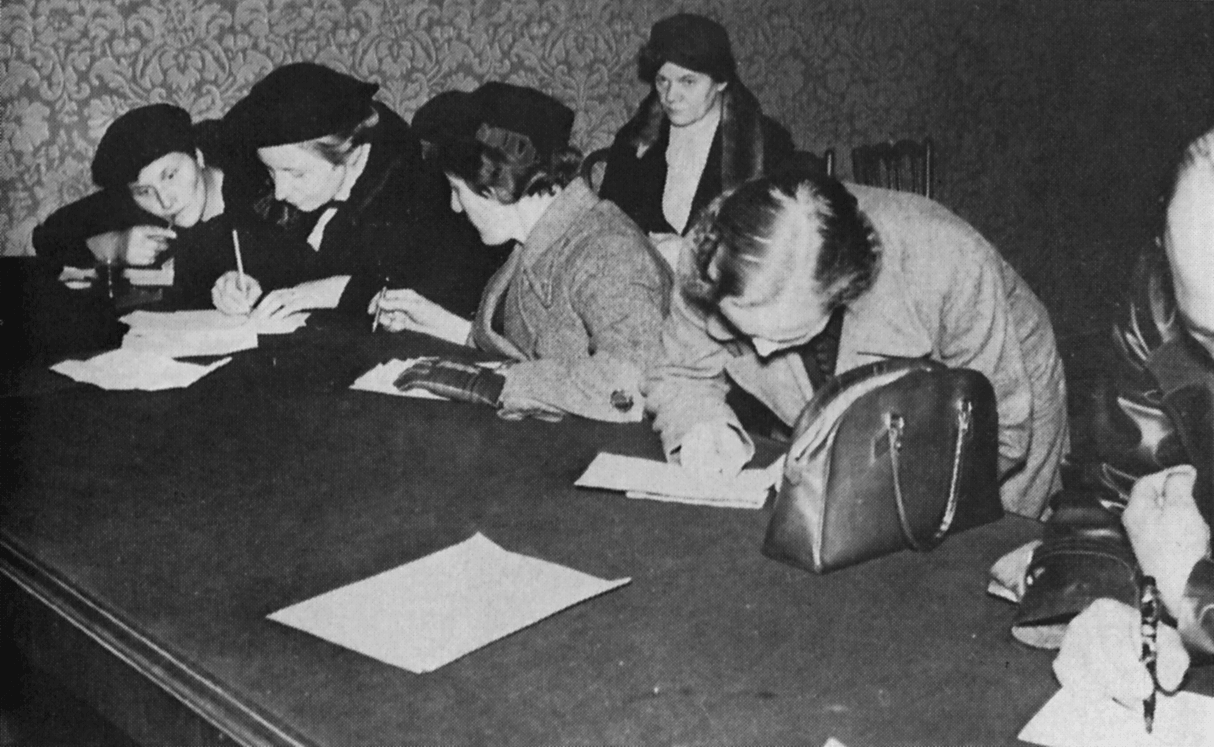
Refugiați cehi expulzați din Regiunea Sudetă la Oficiul pentru Refugiați, în octombrie 1938

Ca urmare a Primului arbitraj de la Viena, Boemia, Moravia și Silezia au pierdut aproximativ 38% din totalul teritoriilor lor în favoarea Germaniei, cu 3,2 milioane de locuitori de origine germană și 750.000 de locuitori cehi. Ungaria a primit 11.882 km² în sudul Slovaciei și în sudul Ruteniei; conform recensământului din anul 1941, aproximativ 86,5% din locuitorii acestor teritorii erau de origine maghiară. Între timp, Polonia a anexat orașul Český Těšín cu regiunea Zaolzie din jurul acestuia (aproximativ 906 km², 250.000 de locuitori, 36% din populație fiind de origine poloneză)) și două zone minore de graniță din Slovacia, mai precis în regiunile Spiš și Orava (226 km², 4280 de locuitori, numai 0,3% polonezi).
Curând după încheierea Acordului de la München, 115.000 locuitori cehi și 30.000 de germani s-au refugiat în teritoriul care mai rămăsese din Cehoslovacia. Conform Institutului de Asistență pentru Refugiați, numărul total de refugiați era de 150.000 de persoane la data de 1 martie 1939.
Pe 4 decembrie 1938, au avut loc alegeri în Sudetenland, iar 97,32% din populația adultă a votat cu NSDAP. Aproape o jumătate de milion de germani din Regiunea Sudetă s-au înrolat în Partidul Nazist ceea ce însemna 17,34% din populația germană din Sudetenland (media deținută de NSDAP în Germania Nazistă era de 7,85%). Aceasta a însemnat că Sudetenland era „cea mai pro-nazistă” regiune din Al Treilea Reich.
Întrucât vorbeau limba cehă, mulți germani din Regiunea Sudetă au fost angajați în administrația Protectoratului Boemiei și Moraviei, precum și în organizații naziste (Gestapo). Cel mai cunoscut a fost Karl Hermann Frank: general SS și de poliție și secretar de stat în Protectorat.

### Ocuparea a ceea ce mai rămas din Cehoslovacia

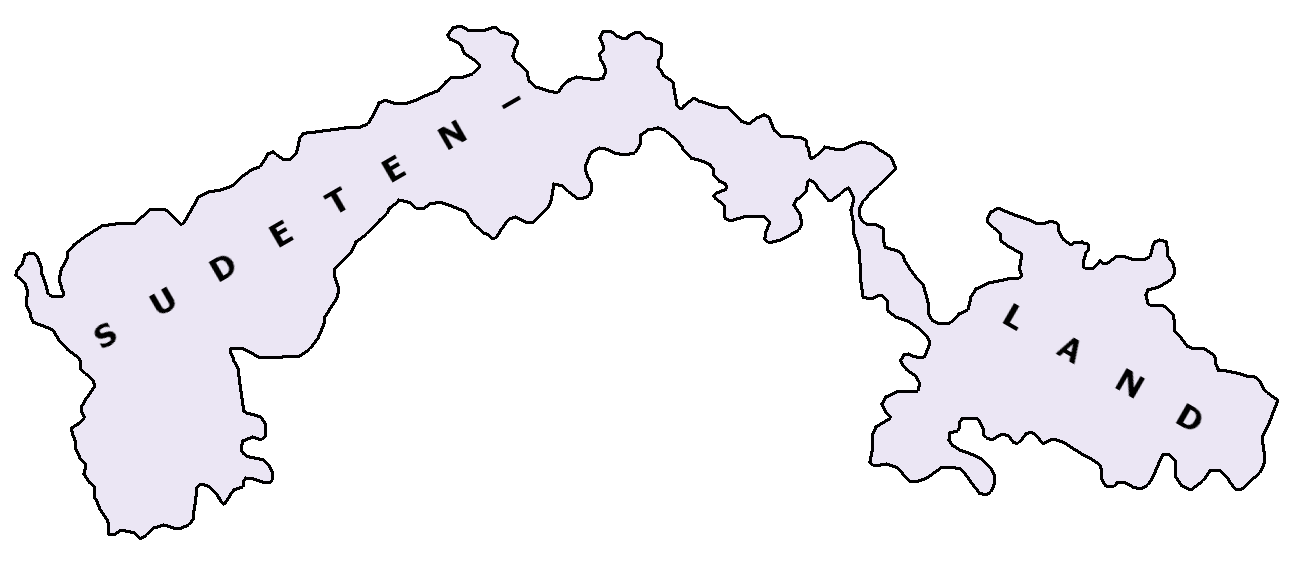
Harta Reichsgau Sudetenland.

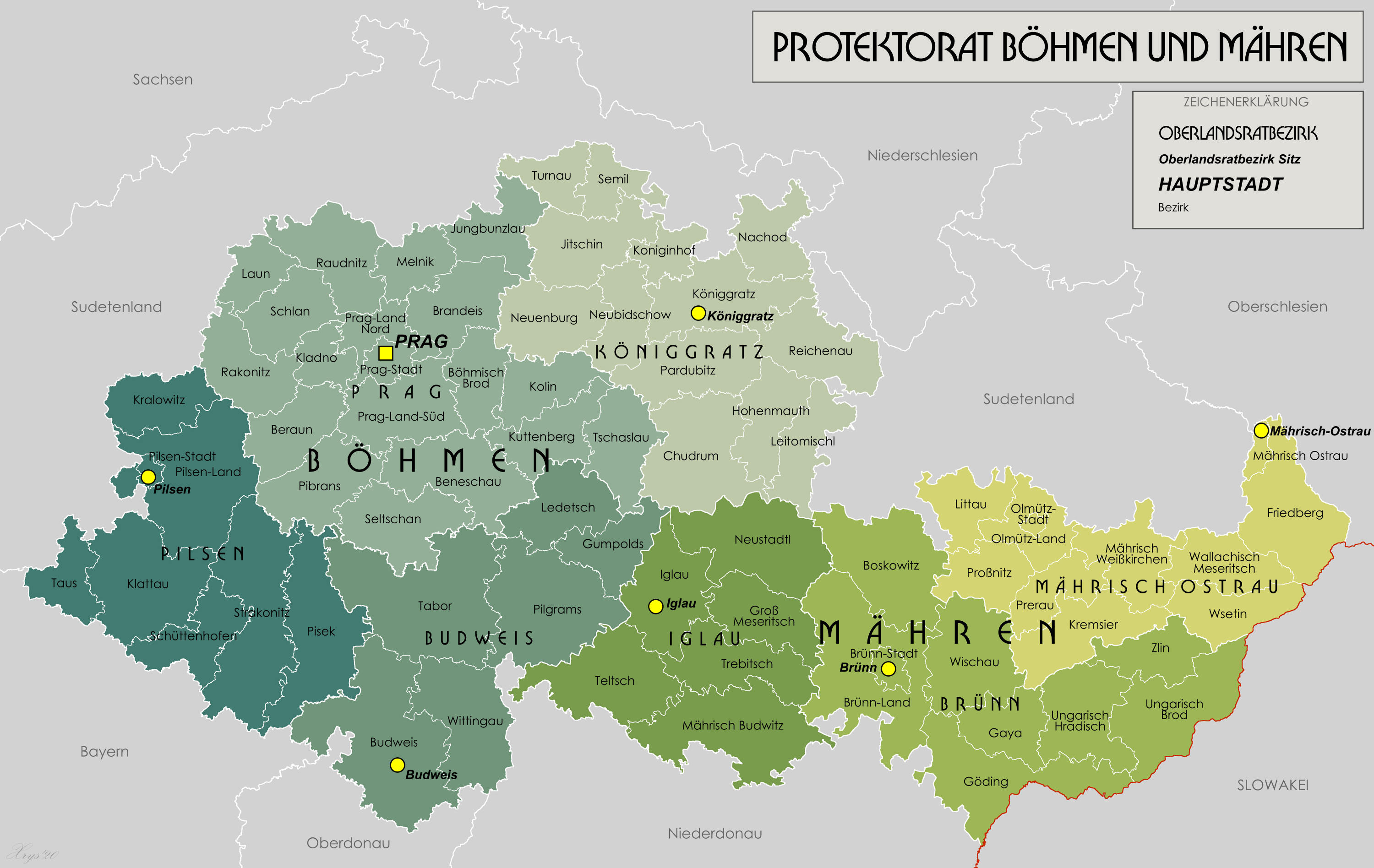
Protectoratul Boemiei și Moraviei

Germania a declarat că încorporarea Austriei de către Reich a dus la crearea unei frontiere comune cu Cehoslovacia, iar această situație crea un pericol mare pentru securitatea germană prin posibilitatea ca Germania să fie încercuită de puterile vestice.
În 1937, Wehrmacht-ul a formulat un plan numit Operațiunea Verde (Fall Grün) pentru invadarea Cehoslovaciei.
care a fost însă aplicat ca Operațiunea Sud-Est pe 15 martie 1939.
Pe 14 martie, Slovacia s-a desprins de Cehoslovacia și a devenit un stat separat, pro-nazist. În ziua următoare, Rutenia Carpatică și-a proclamat independența, dar după trei zile a fost complet ocupată de Ungaria. Președintele cehoslovac, Emil Hácha s-a dus la Berlin și a fost obligat să semneze actul de acceptare pentru ocuparea părții rămase din Boemia și Moravia. Predicțiile lui Churchill s-au împlinit când germanii au intrat în Praga și au ocupat restul țării, care a fost transformată în Protectoratul Boemiei și Moraviei.
Între timp, în Marea Britanie a crescut îngrijorarea că Polonia (acum substanțial înconjurată de posesiuni germane) va deveni următoarea țintă pentru expansiunea nazistă, ceea ce s-a și întâmplat, aparent prin disputa asupra Coridorului Polonez și asupra Orașului Liber Danzig. Aceasta a dus la semnarea unei alianțe militare anglo-poloneze și la refuzul guvernului polonez de a negocia propunerile germanilor cu privire la Coridorul polonez și la statutul orașului Danzig.
Prim-ministrul Chamberlain s-a simțit trădat de ocuparea Cehoslovaciei de către naziști și a înțeles că politica sa de satisfacere a pretențiilor lui Hitler a eșuat, astfel că a început să se opună naziștilor. Printre altele, el a mobilizat armata Imperiului Britanic pe picior de război. Franța a făcut același lucru cu propria armată. Italia s-a văzut amenințată de flotele britanice și franceze și a început propria invazie a Albaniei în aprilie 1939. Deși nicio acțiune imediată nu a urmat, Al Doilea Război Mondial a început oficial o dată cu invadarea Poloniei pe 1 septembrie.
Potențialul industrial și echipamentele militare, deloc neglijabile, ale fostei Cehoslovacii au fost absorbite de Al Treilea Reich.

## Citate
- Neville Chamberlain, anunțând înțelegerea, la Aerodromul Heston:

„„…reglementarea problemei Cehoslovaciei, la care s-a ajuns acum, este, în opinia mea, numai preludiul unei reglementări mai importante în urma căreia întreaga Europă își va găsi liniștea. În această dimineață am avut o altă discuție cu cancelarul german, Herr Hitler, și iată hârtia care poartă numele său și numele meu (flutură o hârtie către mulțime - primind urale zgomotoase și strigăte de manifestare a acordului cu privire la cele spuse). Unii dintre voi deja  știu ce conține documentul, dar aș vrea să vi-l citesc…””
„„Prietenii mei, pentru a doua oară în istorie, un prim ministru britanic s-a întors cu onoare din Germania aducând pacea. Cred că e pace pentru timpul nostru.” (Chamberlain se referă la întoarcerea lui Beaconsfield de la Congresul de la Berlin din 1878)”
- Chamberlain, într-o scrisoare către sora lui, Hilda, pe 2 octombrie 1938:

„„L-am întrebat pe Hitler pe la ora 1 dimineața, în timp ce îl așteptam pe cel care trebuia să redacteze documentele oficiale, când ne-am putea vedea pentru o altă discuție…. Am avut o discuție prietenească și plăcută despre Spania (cu privire la care și el a spus că nu a avut niciodată ambiții teritoriale), relațiile economice cu sud-estul Europei și dezarmare. Nu am menționat coloniile și nici el nu a făcut-o. La sfârșit am scos declarația pe care o pregătisem și l-am întrebat dacă ar semna-o. După ce interpretul a tradus cuvintele în germană, Hitler a spus da, o voi semna. Când ar trebui să facem asta? Am spus „acum” și ne-am dus la masa de scris unde am semnat cele două exemplare pe care le adusesem cu mine.””
- Winston Churchill, denunțând acordul în Camera Comunelor:

„„Am suferit o înfrângere totală și fără întoarcere … veți înțelege aceasta într-o perioadă de timp care poate fi măsurată în ani, dar care ar putea fi măsurată în luni, Cehoslovacia va fi înconjurată de regimul nazist. Suntem în prezența unui dezastru de primă mărime … am susținut o înfrângere fără luptă, iar consecințele ne vor însoți pentru mult timp … am trecut de o piatră de hotar monstruoasă a istoriei noastre, când tot echilibrul Europei a fost deranjat și când cuvinte teribile au fost pronunțate împtriva democrațiilor vestice: «ești pus în balanță și ești găsit necorespunzător». Și acesta nu este sfârșitul. Acesta este doar începutul notei de plată. Este numai prima înghițitură, prima sorbitură dintr-o ceașcă amară care ne va fi oferită ani de-a rândul până când o recuperare a sănătății morale și a vigorii marțiale ne va ridica din nou să luăm poziție pentru libertate ca în vremurile de demult.””
- Adolf Hitler, în discursul ținut generalilor săi pe 22 august 1939, cu o săptămână înainte de invadarea Poloniei:

„„Inamicul nu se aștepta să fiu atât de hotărât. Inamicii noștri sunt mici viermi, i-am văzut la München. … Acum Polonia este pe poziția pe care am vrut-o. … Nu mi-e teamă decât că niște nenorociți îmi vor prezenta un plan de mediere în ultimul moment.””

## Denunțarea acordului
În timpul celui De-al Doilea Război Mondial, prim ministrul britanic Churchill, care s-a opus acordului pe vremea semnării acestuia, a fost de părere că înțelegerea nu va mai fi menținută după război și că Sudetenland va fi restituit Cehoslovaciei de după război. Pe 5 august 1942, ministrul de externe Anthony Eden i-a trimis următoarea scrisoare lui Jan Masaryk:
„„În lumina recentelor schimburi de opinii dintre guvernele noastre, cred că ar fi util pentru mine să fac următoarea declarație despre atitudinea guvernului Maiestății Sale în Regatul Unit cu privire la Ceho-Slovacia.
În scrisoarea din 18 iulie 1941, v-am informat, Excelență, că regele s-a hotărât să acrediteze un trimis extraordinar și ministru plenipotențiar pentru Dr. Benes ca președinte al Republicii Ceho-Slovace. Am explicat că această decizie implică faptul că guvernul Maiestății Sale în Regatul Unit apreciază că poziția juridică a președintelui și a guvernului Republicii Ceho-Slovace este identică aceleia a celorlalți șefi de state aliați și a guvernelor din aceste state. Statutul reprezentantului majestății sale a fost ridicat recent la acela de ambasador.
Prim ministrul a declarat deja într-un mesaj radiodifuzat pentru poporul ceho-slovac pe 30 septembrie 1940 atitudinea guvernului Maiestății Sale referitoare la înțelegerea la care s-a ajuns la München în 1938. Domnul Churchill a spus atunci că Acordul de la München a fost desființat de germani. Această declarație a fost comunicată oficial Dr. Benes pe 11 noiembrie 1940.

Declarația anterioară și recunoașterea formală au ghidat politica guvernului Maiestății Sale în ceea ce privește Ceho-Slovacia, dar, pentru a evita orice neînțelegere, doresc să declar, în numele guvernului Maiestății Sale în Regatul Unit, că Germania a distrus deliberat aranjamentele referitoare la Ceho-Slovacia stabilite în 1938, la adoptarea cărora guvernul Maiestății Sale a participat, și că guvernul Maiestății Sale se consideră liber de orice angajamente în acest sens. Frontierele finale ale Ceho-Slovaciei, care vor fi stabilite la sfârșitul războiului, nu vor fi influențate de nicio modificare efectuată în anul 1938 sau după aceea.””
La această scrisoare Masaryk a răspuns astfel:
„„Am onoarea de a confirma primirea scrisorii Excelenței Voastre din 5 august 1942 și mă folosesc de această ocazie pentru a vă transmite dumneavoastră, în numele guvernului Ceho-Slovac și în numele meu, ca și în numele întregului popor ceho-slovac care în prezent suferă sub jugul nazist, expresia celor mai calde mulțumiri ale noastre.

Scrisoarea Excelenței Voastre subliniază faptul că actul formal al recunoașterii a ghidat politica guvernului Maiestății Sale în ceea ce privește Ceho-Slovacia, dar, pentru a evita orice neînțelegere, guvernul Maiestății Sale dorește acum să declare că, întrucât Germania a distrus în mod deliberat înțelegerea referitoare la Ceho-Slovacia la care s-a ajuns în 1938 și la care a participat și guvernul Maiestății Sale în Regatul Unit, guvernul Maiestății Sale se consideră liber de orice obligație în acest sens. Frontierele finale ale Ceho-Slovaciei, care vor fi stabilite la sfârșitul războiului, nu vor fi influențate de nicio modificare efectuată în anul 1938 sau după aceea.

Guvernul pe care îl reprezint acceptă scrisoarea Excelenței Voastre ca o pe o soluție practică la întrebările și greutățile de importanță vitală pentru Ceho-Slovacia care au intervenit în relația dintre țările noastre ca urmare a semnării Acordului de la München, menținând, bineînțeles, poziția noastră politică și juridică în ceea ce privește Acordul de la München și evenimentele care i-au urmat așa cum s-a menționat în scrisoarea ministrului afacerilor externe ceho-slovac din 16 decembrie 1941. Considerăm importanta dumneavoastră scrisoare din 5 august 1942 ca fiind un semnificativ act de justiție pentru Ceho-Slovacia și vă asigurăm de reala noastră satisfacție și de profunda noastră gratitudine față de marea dumneavoastră țară și națiune. Acordul de la München poate fi considerat mort în relația dintre țările noastre.””
După victoria aliaților și capitularea Germaniei din 1945, Sudetenland a fost restituit Cehoslovaciei, iar minoritatea germană a fost expulzată.